# Переходные болота

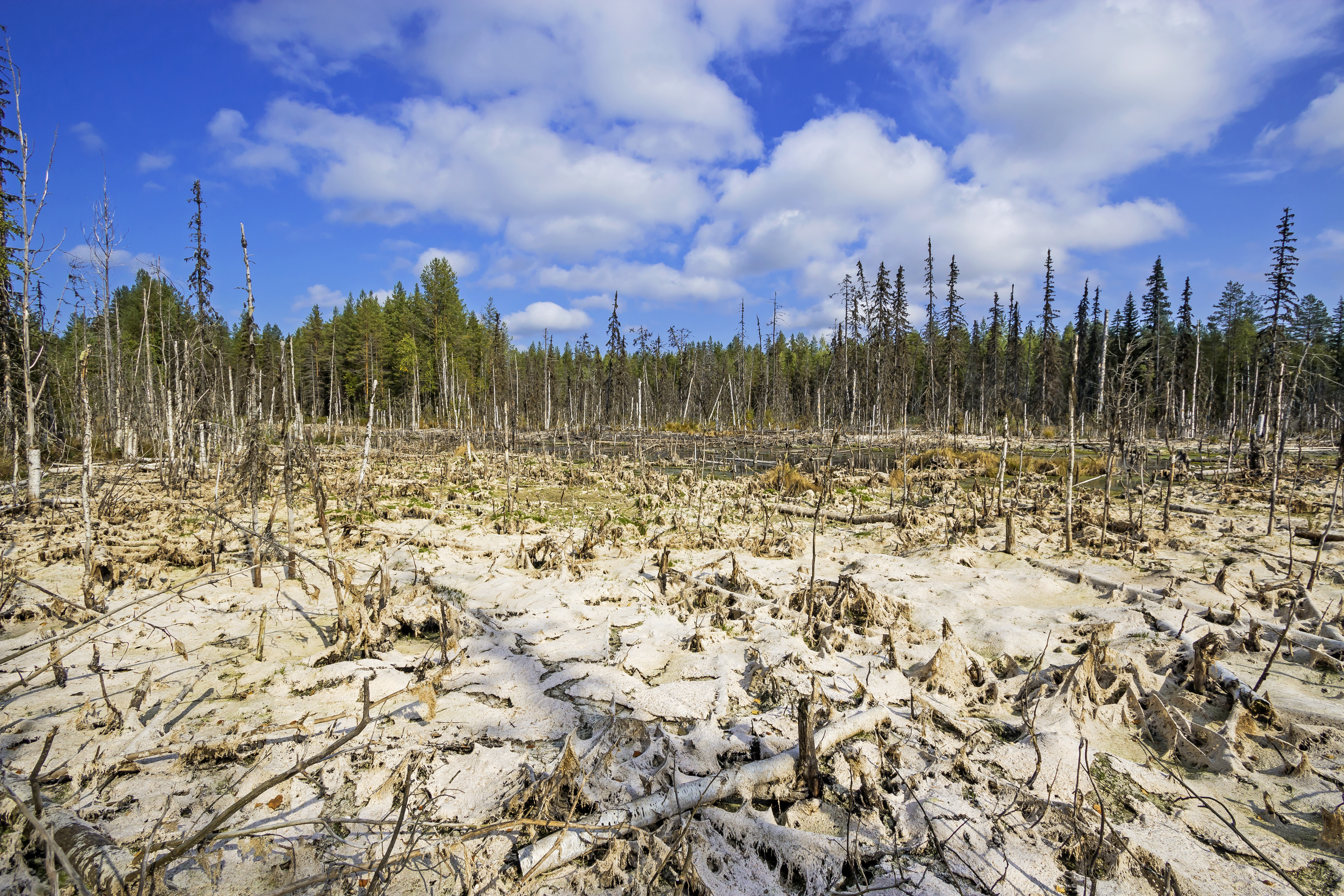
Развитие низинного (мезотрофного) лесного болота в засушливый период. Лето 2018 г. Сильное падение уровня грунтовых вод и питающего ручья. В климатической зоне (тайга, лесотундра) Архангельской области.

Перехо́дные боло́та — сфагново-осоковые мезотрофные болота, в основном грунтового питания, но развивающиеся на бедном минеральном субстрате.
Обычно располагаются широкой полосой по окраинам верховых болот или в виде отдельных участков на песчаных грунтах в сопровождении низинных. Типичные растения: вахта трёхлистная, осока носиковая (Carex rostrata), подбел (Andromeda polifolia), клюква (Vaccinium microcarpum и Vaccinium oxycoccos), пушица рыжеватая, пушица стройная и некоторые другие.